# Bodianus speciosus
Bodianus speciosus là một loài cá biển thuộc chi Bodianus trong họ Cá bàng chài. Loài này được mô tả lần đầu tiên vào năm 1825.

## Từ nguyên
Từ định danh của loài trong tiếng Latinh có nghĩa là "xinh đẹp", hàm ý đề cập đến màu sắc bắt mắt của loài này.

## Phạm vi phân bố và môi trường sống
B. speciosus có phạm vi phân bố ở khu vực Đông Nam Đại Tây Dương. Từ Tây Sahara, B. speciosus được ghi nhận dọc theo bờ biển Tây Phi và trải dài đến Angola, bao gồm các đảo quốc, quần đảo ngoài khơi là Madeira, quần đảo Canaria, Cabo Verde cũng như São Tomé và Príncipe trong vịnh Guinea. Loài này cũng đã được ghi nhận ở Địa Trung Hải, khi một mẫu vật được đánh bắt trên biển Aegea.
B. speciosus sống gần những rạn san hô và đá ngầm, đặc biệt là nơi có nhiều tảo, hay trong các thảm cỏ biển thuộc chi Zostera ở độ sâu khoảng từ 3 đến 70 m, nhưng được quan sát phổ biến ở độ sâu khoảng 20–40 m.

## Mô tả
B. speciosus có chiều dài cơ thể tối đa được ghi nhận là 50 cm, nhưng thường bắt gặp với kích thước trung bình khoảng 40 cm. Cá trưởng thành có màu nâu đỏ với một vệt đen ngay giữa thân; vùng dưới đầu và ngực màu trắng. Ở cá đực, vùng thân sau vệt đen này có màu trắng lan rộng xuống vây hậu môn. Cá cái có các vây màu đỏ nhạt. Vây lưng và vây hậu môn ở cá cái có viền màu xanh lam. Hai thùy đuôi cá đực màu đen có viền trắng. Cá con màu tím nhạt; đầu ánh màu vàng kim; cuối vây lưng có đốm đen lớn.
Số gai ở vây lưng: 12–13; Số tia vây ở vây lưng: 10; Số gai ở vây hậu môn: 3; Số tia vây ở vây hậu môn: 12; Số tia vây ở vây ngực: 16–18.

## Sinh thái học
B. speciosus được xác nhận là một loài lưỡng tính tiền nữ (cá cái có thể chuyển đổi giới tính thành cá đực). Kiểm tra thành phần trong dạ dày của mẫu vật được thu thập ở Địa Trung Hải cho thấy loài này ăn nhuyễn thể và giáp xác. Loài này cũng được bán trong các chợ cá.

### Trích dẫn
- Martin F. Gomon (2006). “A revision of the labrid fish genus Bodianus with descriptions of eight new species” (PDF). Records of the Australian Museum, Supplement. 30: 1–133. ISSN 0812-7387.